# Уандсворт (тюрьма)
Тюрьма Его величества Уандсворт — мужская тюрьма категории В в Уандсворте (юго-западный Лондон). Находится под управлением тюремной службы Его величества. Является самой большой тюрьмой Лондона и одной из самых больших тюрем западной Европы.

## История
Тюрьма была построена в 1851 году под названием «исправительный дом Суррея». Разработана согласно принципу разделения заключённых. Коридоры радиально расходились от центрального контрольного пункта. У каждого заключённого был в камере свой туалет. Впоследствии туалеты были перенесены, чтобы увеличить вместимость тюрьмы, что до 1996 года приводило к дополнительному унижению заключённых.
В 1930 году заключённый Джеймс Эдуард Спирс, отбывавший 10-летний срок за вооружённое ограбление, совершил самоубийство перед группой мировых судей, пришедших в тюрьму, чтобы удостовериться, что он получит 15 ударов плетью согласно судебному телесному наказанию.
В 1951 году в Уандсворте выполнялись два вида телесных наказаний, налагаемых в тюрьме как вид дисциплинарного воздействия: порка розгами и порка плёткой-девятихвосткой (кошкой). О порке «кошкой» в Уандсворте сообщалось в июле 1954 года.

## Казни в тюрьме
В тюрьме с 1878 по 1961 провели 135 казней. Виселица была расположена в крыле «Е». Среди повешенных были:
- Джордж Чепмен (1865—1903), серийный убийца.
- Джордж Джонсон Армстронг[англ.] (1902—1941), первый британский подданный, казнённый по акту за измену[англ.]
- Дункан Скотт Форд[англ.] (1921—1942), моряк
- Огюст Сангре[англ.] (1913—1943), канадец-абориген, казнён за убийство девушки.
- Джон Амери (1912—1945), британский фашист, коллаборационист, создатель британских формирований СС во время Второй мировой войны,радиопропагандист в Германии и Италии (Республике Сало).
- Уильям Джойс (Лорд Гав-гав) (1906—1946), нацистский радиопропагандист.
- Джон Джордж Хэйг (1909—1949), британский серийный убийца
- Дерек Бентли (30 июня 1933 — 28 января 1953), повешен за убийство полицейского.
- Гюнтер Подола[англ.] (1929—1959), мелкий вор, последний в Британии повешен за убийство полицейского[1]

25 апреля 1951 года в тюрьме имела место двойная казнь, когда одновременно казнили Эдварда Смита и Джозефа Брауна, стоявших вместе на эшафотах виселиц. Последние казни в Уандсворте состоялись 25 мая 1961 года (Виктор Джон Терри) и 8 сентября 1961 года (Генрик Ньемаш). Все казни проводились над осужденными за убийство, за исключением Скотт-Форда, Джойса и Амери, осужденных за измену. Виселицы поддерживались в работоспособном состоянии до 1992 года и проверялись раз в полгода. В 1993 году они были разобраны, комната исполнений используется тюремщиками как чайная комната.
Лестницы и рычаги виселиц были отправлены в музей тюремной службы в Рудби, Уорвикшир. После окончательного закрытия этого музея в 2004 году их отправили в Галереи юстиции в Ноттингеме, где их можно увидеть вместе с ящиком (execution box) для хранения инвентаря, использовавшегося в ходе проведения казней.

## Результаты инспекций тюрьмы
В декабре 1999 года в рапорте о проверке главным инспектором тюрем Её величества сурово критиковался режим в тюрьме Уандсворт. Согласно рапорту, в тюрьме была «всеобъемлющая атмосфера страха», персонал характеризовался как «бессердечный и незаботливый», виновный в запугивании [заключённых], расизме и сексизме.
В ходе следующей инспекции в июне 2003 года было предписано перевести нескольких заключённых в другие тюрьмы, чтобы избежать перенаселённости. Тюремные записи были призваны «неоправданными» согласно базовым стандартам. В то же время в докладе содержались похвалы тюрьме благодаря проводимой работе с иностранцами, нововведениями в здравоохранении, мерам по предотвращению самоубийств и сексуальных насилий.
В сентябре 2004 года главный инспектор заявил, что условия пребывания в тюрьме Уондсворт ухудшились и тюрьма получила самую низкую оценку по проводимым инспекцией тюрем четырём тестам «здоровой тюрьмы». Тесты включают в себя оценки безопасности, уважения, целенаправленной деятельности и переселения в тюрьме.
В октябре 2009 года управляющему персоналу тюрьмы были предъявлены обвинения в грубом нарушении должностного поведения, после того, как расследование установило, что перед инспекцией несколько заключённых было переведено в тюрьму Пентонвиль. Эти переводы (в том числе и так называемых VP, относящихся к определённой группе риска — сексуальных насильников, информаторов полиции и бывших полицейских) были проведены для манипуляции статистикой численности заключённых.

## Тюрьма сегодня
Тюрьма Уандсворт состоит из восьми крыльев, расположенных в двух строениях. Меньшее здание содержит три крыла и было первоначально разработано для женщин, сейчас там помещается блок VP-заключённых, в основном, осужденных за сексуальные преступления.
В тюрьме предлагаются образование и воспитательные курсы, заключён контракт с колледжем Амершэм и Уикомб. В тюрьме есть два тренажёрных зала и спортивный зал. В большом тюремном капелланстве есть священники римско-католической, англиканской, методистской, мусульманской, иудейской, сикхской, индуистской, буддистской, мормонской веры и Свидетелей Иеговы.
В тюрьме есть центр для визитёров (PACT Centre), содержащий зону отдыха, буфеты и площадку для детских игр. Центр обеспечивает информацией при выборе управлений, таких как служба друзей и семей заключённых.

## В культуре
Уандсворт упоминается
- В песне «Cool for Cats» (1979) британской группы Squeeze.
- В песне «Switch» британской группы Senser[англ.].
- В песне «Let Him Dangle» альбома Spike (1989) певца Элвиса Костелло.
- В песне «Truth Rest Your Head» британского рок-квартета Gene
- В песне «The Battle of Epping Forest» (1973) британской рок-группы Genesis.
- В фильме Let Him Have It (1991) изображён заключённый тюрьмы Дерек Бентли, повешенный в 1953 году.
- Персонаж Робби Тёрнер романа Иена Макьюэна «Искупление» (2001) пребывает в Уандсворте более четырёх лет.
- В романе «Down and Out in Paris and London» (1933) Джордж Оруэлла о тюрьме упоминается в конце повествования.
- Писатель Грэм Грин посетил тюрьму Уандсворт и использовал её как модель для тюрьмы, описанной в его романе «It’s a Battlefield» (1934), в конце которого герой ждёт казни.
- События рассказа Уилла Селфа «The Nonce Prize» сборника Tough, Tough Toys for Tough, Tough Boys (1998) происходят внутри и вне тюрьмы.
- Согласно сюжету телесериала «Survivors» персонаж Том Прайс убегает из тюрьмы после смерти от убийственного вируса последнего тюремщика, пережившего эпидемию.
- В романе Энтони Бёрджеса «Заводной апельсин» (1962) главный персонаж Александр де Ларж содержится в тюрьме Уандсворт.

## Известные узники
- Оскар Уайльд — писатель.
- Ронни Крей — лидер организованной преступности.[3]
- Ронни Биггс — участник Великого ограбления поезда, бежавший из тюрьмы в 1965 году и вскоре покинувший страну.
- Пит Догерти, музыкант.
- Чарльз Бронсон — кикбоксер.
- Джулиан Асандж, интернет-журналист и хакер[4] содержался под арестом в тюрьме Уандсворт с 7 декабря после отказа в освобождении под залог на слушаниях в Вестминстерском полицейском суде. 16 декабря 2010 он был выпущен под залог после следующей апелляции.[5]
- Кейт Вебстер, убийца Джулии Марты Томас